# Coyoltepec
Coyoltepec är en ort i kommunen Ocuilan i delstaten Mexiko i Mexiko. Samhället hade 478 invånare vid folkräkningen år 2020.